# Carmen Queasy
Carmen Queasy è un singolo pubblicato nell'agosto del 2000, cantato da Maxim, componente dei Prodigy e da Skin cantante degli Skunk Anansie scioltisi nel 2001 e riunitisi nel 2009. Il brano rappresenta l'esordio da solista di Skin. Il singolo è stato successivamente inserito nel cd di debutto di Maxim Hell's Kitchen pubblicato ad ottobre 2000.
Il singolo ha avuto moderato successo in Europa, raggiungendo il suo apice con la quarta posizione nella classifica dei singoli più venduti toccata in Italia.

## Tracce
1. Carmen Queasy (Original Mix) Maxim 4:02
2. Carmen Queasy (Digital Dubz Digi Dub) Maxim Feat. Skin 5:53
3. Carmen Queasy (Instrumental)

## Il video
Il video del brano Carmen Queasy, girato dal regista David Slade, vede semplicemente i due cantanti eseguire il brano in una stanza quadrata illuminata ad intermittenza. L'atmosfera del video, seguendo lo stile di Maxim e dei Prodigy, è molto da cinema horror, soprattutto per l'abbigliamento dei due artisti ed il trucco di Skin.

## Classifiche
| Posizione | 9 | 10 | 10 | 6 | 6 | 5 | 4 | 4 | 5 | 5 | 7 | 7 | 8 | 7 | 9 | 11 | 19 |